# Губерт Льєзький
Губерт (лат. Hubertus; 650, Тулуза - 30 травня 727, Тервюрен) - святий, єпископ Льєзький (люттиський), син Бертрана, герцога Аквітанського. Помер у 727 році. Вважається покровителем мисливців, а його сто́ла, за народним віруванням, - найдієвіший засіб проти укусу скажених собак.

## Життєпис
Святий Губерт, відомий у всій Європі, як покровитель лісників та мисливців, народився у 655 році у Франції. Виходець із багатого роду, він замолоду був пристрасним мисливцем і шанувальником світських розваг. Одна із легенд розповідає, що відправившись на полювання у Великодню П'ятницю, Губерт побачив у лісі казкової краси оленя. Тільки-но заядливий мисливець націлив на звіра зброю, як між рогами оленя засвітився Хрест і почувся голос: «Чи не час уже перестати звірину убивати, чи не час тобі уже Бога шукати?!»
Цей дивовижний випадок різко змінив характер багатого дворянина і пристрасного мисливця Губерта. Він вирішив посвятити своє життя Богу і стати захисником всього живого на землі.
У всій Європі відомі слова святого Губерта: «Поки ми живемо, то двері милосердя для нас відкриті. Ті, що двері собі не вибрали, будуть змушені пройти через закриту браму. Подумай, ким ти був, ким ти є нині, і ким скоро будеш?! Покайся у своїх гріхах та помирися із Богом»

## Цікаві факти
Зображення оленя з хрестом в рогах, який за легендою привидівся святому Губерту, розміщено на етикетці популярного німецького лікеру Єгермейстер.
Зображення оленя з хрестом у рогах розміщено на гербі білоруського міста Гродно.
На честь святого названо астероїд 260 Губерта.

## Галерея

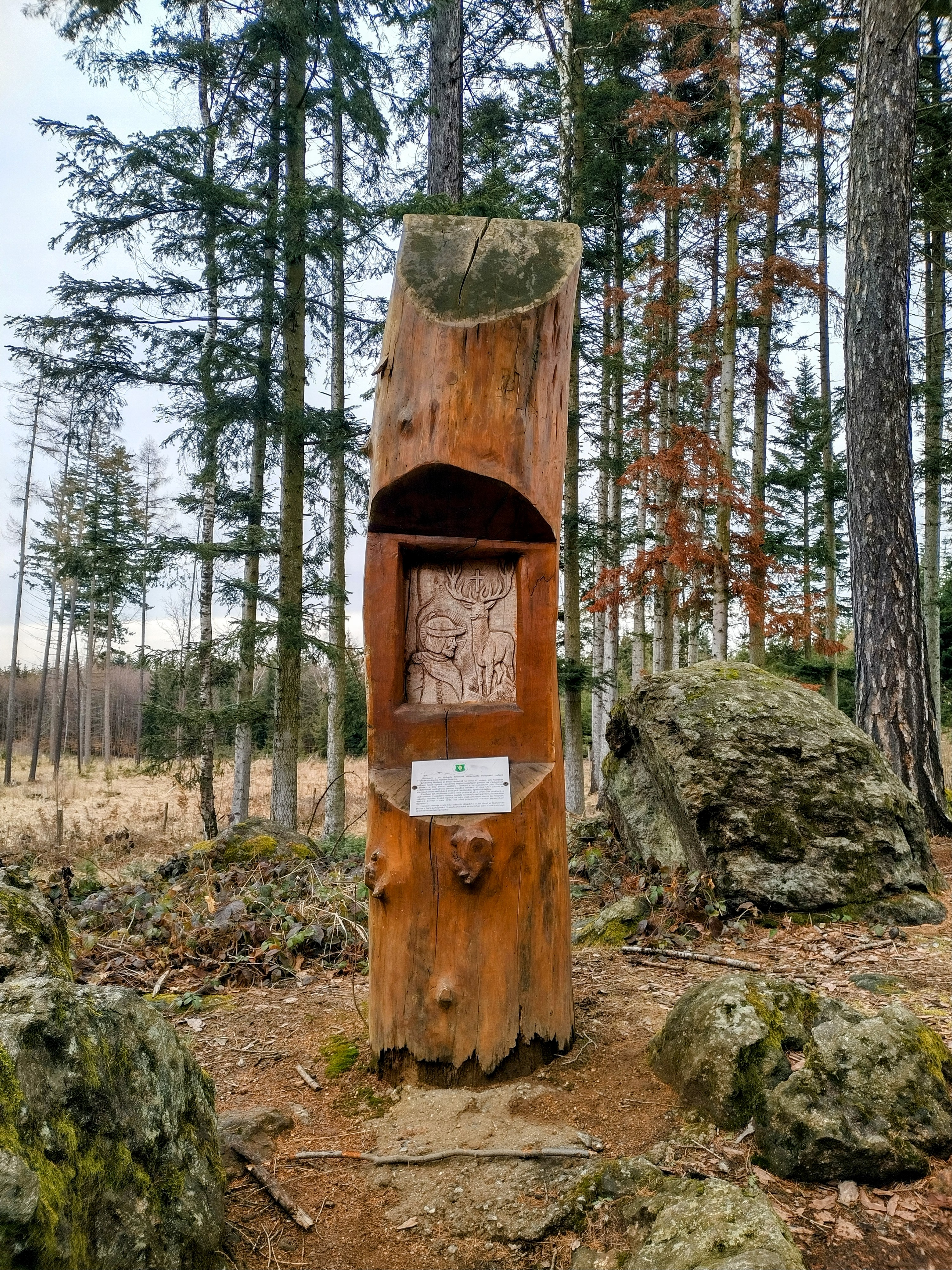
Меморіал Святому Губерту в Їглаві
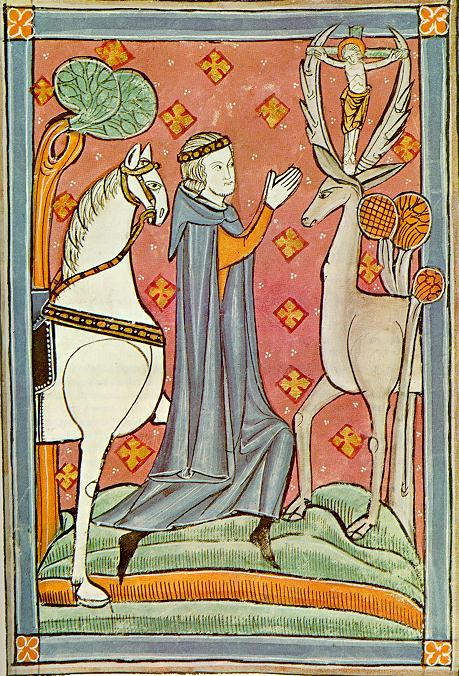
Святий Губерт на мініатюрі з британського рукопису XIII ст.

## Інтернет-ресурси
- Painting from the National Gallery, London The Conversion of Saint Hubert